# 黄伟凯
黄伟凯，独立电影导演。毕业于广州美术学院中国画系。2002年开始独立制作電影，其作品《飘》和《现实是过去的未来》先后获得多个国内外电影节奖项。2010年获得亚洲文化协会成龙电影基金，在纽约大学Tisch艺术学院的电影学系当访问学者。2011年故事长片项目入选戛纳电影节Cinéfondation单元的工作室扶持计划。 
2008年，《现实是过去的未来》成功申请到釜山国际电影节亚洲纪录片基金（AND）。2009年，《现实是过去的未来》获云之南纪录影像展“评委会特别提名奖”。

## 外部連結
- 黄伟凯的微博 （页面存档备份，存于）